# Would?
Would? is een single van Alice in Chains. Hij is afkomstig van hun album Dirt.

## Geschiedenis
Het lied is geschreven door Jerry Cantrell, zanger en gitarist van Alice in Chains. Het lied gaat over Andrew Wood, zanger van Mother Love Bone, die ten onder ging aan een overdosis aan heroïne. Cantrel en Wood hadden een zekere mate van vriendschap ontwikkeld. Would? was voor het eerst te horen en zien in de speelfilm Singles, waarin de gehele band als cameo te zien was. Daarna pas verscheen het op hun toen nieuwe studioalbum Dirt. Daarna verscheen het nog op een aantal verzamel- en livealbums van Alice in Chains. De band speelde in 1996 een “unplugged” (akoestische) versie van het nummer. Het nummer is ook een aantal keren gecoverd, onder andere door Opeth op hun single Burden.
De gelijknamige videoclip werd opgenomen onder leiding van Cameron Crowe en Josh Taft, en kreeg de prijs "Best video from a film" tijdens de MTV Movie Awards 1993.
| Nr. | Titel          | Duur |
| --- | -------------- | ---- |
| 1.  | Would?         | 3:27 |
| 2.  | Man in the box | 4:46 |
| 3.  | Brother        | 4:27 |
| 4.  | Right turn     | 3:17 |

## Hitnotering
Would? haalde de Amerikaanse hitlijst Billboard Hot 100 niet, maar wel de specifieke lijst voor Mainstream rock. Hetzelfde geldt voor Canada. In het Verenigd Koninkrijk was het een van de zes singles van de band die de UK Singles Chart wist te halen. Ze stond met Would? er drie weken in met een piek op 19. De Belgische BRT Top 30 en de Vlaamse Ultratop 30 werden niet bereikt. In Nederland was Would? een eendagsvlieg.

### Nederlandse Top 40
| Positie: | 31 | 31 | uit |

### NederlandseMega Top 50
| Positie: | 50 | 43 | 36 | 33 | 46 | uit |

### NPO Radio 2 Top 2000
| Nummer met noteringen in de NPO Radio 2 Top 2000 | '15  | '16 | '17 | '18 | '19 | '20 | '21 | '22 | '23 | '24 |
| ------------------------------------------------ | ---- | --- | --- | --- | --- | --- | --- | --- | --- | --- |
| Would?                                           | 1948 | 579 | 650 | 717 | 759 | 740 | 708 | 621 | 644 | 575 |

1. ↑  Een vetgedrukt getal geeft de hoogste notering aan.
2. ↑  2015 was het eerste jaar met een notering voor dit nummer.